# Peter Dahmen
Peter Dahmen (* 8. Dezember 1647 in Aachen; † 1736 ebenda) war ein deutscher Hofkammerrat und Bürgermeister der Reichsstadt Aachen.

## Leben und Wirken
Der Sohn des Johannes Daemen und der Katharina Gillessen durchlief eine Beamtenlaufbahn in Aachen, an deren Ende er zum kurpfälzischen Hofkammerrat befördert wurde. Darüber hinaus engagierte er sich auf kommunalpolitischer Ebene und wurde 1702 zum Bürgerkapitän ernannt und in den Jahren 1718 und 1720 neben dem Schöffenbürgermeister Hermann Franz Braumann aus den Reihen der Zünfte zum Bürger-Bürgermeister der Reichsstadt Aachen gewählt.
Dahmens nachhaltiges Verdienst war es, dass er 1707 einen Großteil des damaligen „Hirtz“- und „Ferkensgrav“ (Hirsch- und Ferkelgraben) entlang der Barbarossamauer unweit des Ursulinertors von der Stadt Aachen aufgekauft und urban gemacht hatte. Er ließ sowohl dort als auch im Stadtzentrum mehrere „moderne“ Häuser und größere Stadtvillen erbauen, darunter das mondäne „Gasthaus zum Birnbaum“ in der Komphausbadstraße (nicht zu verwechseln mit der Gaststätte „Zum Birnbaum“ am Markt), das er in „Kurpfälzischen Hof“ umbenannte und an dem er das kurfürstliche Wappen anbrachte. Noch zu Beginn der preußischen Zeit, also rund hundert Jahre später, wurde  diese Herberge neben dem Großen Monarch, dem Hotel Dubigk und anderen in der „Bairischen Nationalzeitung“ als „vorzügliches Gasthaus“ erwähnt.
Peter Dahmen war verheiratet mit Anna Maria Lersch (* 1655), Tochter des Kupferhändlers Mathias Wilhelm Lersch und der Agnes von Thenen; das Ehepaar bekam fünf Kinder. Posthum wurde der von ihm erworbene und bebaute Teil des Hirschgrabens in Dahmengraben umgetauft. Zu seinen späteren Nachkommen zählt der Kaufmann und Beigeordnete Bürgermeister Carl Eduard Dahmen.